# Hochvolt

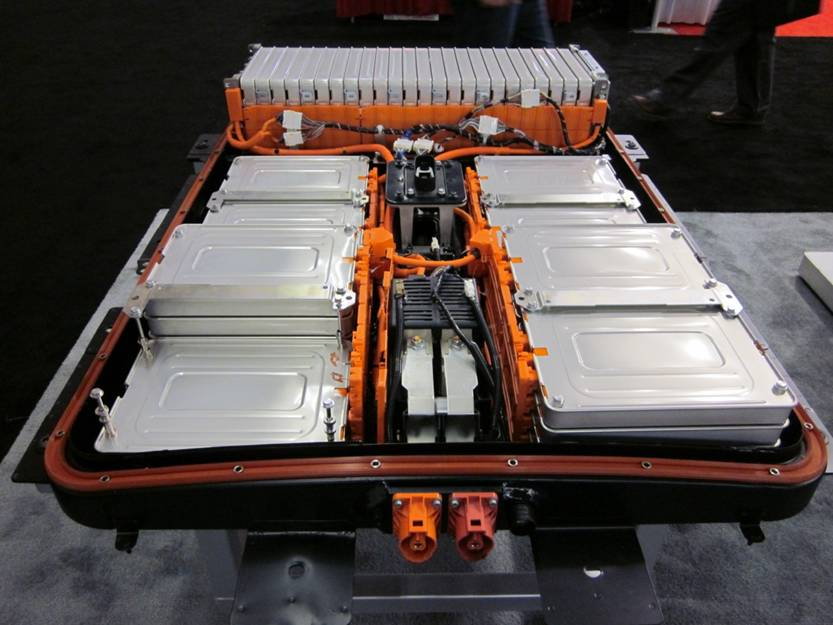
Orangefarbene Kennzeichnung der Hochvolt-Leitungen beim Akkupack des Nissan Leaf

Warnung vor elektrischer Spannung nach ISO 7010

Ein Hochvoltsystem, oder Hochvolt (kurz HV), ist ein Begriff aus der Fahrzeugtechnik für Systeme, die mit Wechselspannungen über 30 V bis 1 kV oder mit Gleichspannungen über 60 V bis 1,5 kV betrieben werden.
Systeme, die mit Wechselspannungen im Fahrzeugbereich bis einschließlich 30 V oder Gleichspannungen bis einschließlich 60 V betrieben werden, werden als Niedervoltsystem oder Niedervolt (kurz NV) bezeichnet und finden vor allem im Bordnetz von Fahrzeugen Anwendung. Die Unterscheidung ist insbesondere bedeutend für Fahrzeuge mit elektrischem Antrieb wie Elektroautos, Hybridfahrzeuge, Fahrzeuge mit Brennstoffzellen oder Akkumulatoren.
Der Begriff Hochvolt ist nicht mit dem Begriff Hochspannung aus der elektrischen Energietechnik zu verwechseln. Die Unterscheidung in Hoch- und Niedervolt in der Fahrzeugtechnik soll dem Laien das erhöhte Gefahrenpotential verdeutlichen.

## Hochvoltspeicher
Eine „Hochvoltbatterie“ (abgekürzt „HV-Batterie“) oder auch „Hochvoltspeicher“ ist eine elektrische Energiequelle für mobile und stationäre Anwendungen. Sie findet vorzugsweise Verwendung in Elektroautos, wo sie auch als Antriebsbatterie oder Traktionsbatterie bezeichnet wird, oder als stationärer Speicher für Solar- oder Peak-Shaving-Anwendungen. Als Spitzenkappung („Peak Shaving“) wird in der Energiewirtschaft das Glätten von Lastspitzen bei industriellen und gewerblichen Stromverbrauchern bezeichnet; es trägt zur Stromnetzstabilität bei. Eine Hochvoltbatterie besteht aus einzelnen Batteriemodulen, in denen einzelne Akkumulator-Zellen gekapselt sind, die durch Reihenschaltung insgesamt eine elektrische Spannung von mehreren hundert Volt liefern.

## Sicherheit

### Kennzeichnungen
Leitungen und Verbindungskomponenten des HV-Systems werden nach ISO 6469-3 und ECE-R 100 in orange gekennzeichnet (umgangssprachlich „Hochvolt-Orange“).
In der Nähe des elektrischen Energiespeichers ist ein dreieckiges gelbes Warnsymbol mit schwarzem Blitz und Rahmen (ähnlich wie nach DIN 4844-2) als Gefahrenkennzeichnung anzubringen.

### Elektrische Gefährdungen
Elektrische Gefährdungen bestehen, wenn die Berührungsspannung 25 V AC oder 60 V DC übersteigt und der Kurzschlussstrom größer als 3 mA AC oder 12 mA DC ist oder Energie von mehr als 350 mJ umgesetzt wird.

## Gebräuchliche Architekturen
Bei einer Nennspannung von 400 V benötigt eine Ladeleistung von 120 kW, wie z. B. bei Tesla Supercharger der späten 2010er Jahre, eine Stromstärke von 300 A, und 400 kW Motorleistung (Tesla Model S Plaid bis zu 750 kW) erfordern 1 kA Stromstärke im Fahrzeug. Um diese Ströme zu reduzieren, wurden daher höhere Spannungen bis ca. 1 kV zunächst beim Ladestandard CCS 2.0 eingeführt, beim LKW-Standard Megawatt Charging System (MCS) ging man bis 1,25 kV und blieb damit im Bereich der Niederspannung, die bei Gleichspannung bis zu 1,5 kV liegt.
Der wesentliche Vorteil einer höheren elektrischen Nennspannung ist, dass für dieselbe elektrische Leistung eine geringere elektrische Stromstärke nötig ist; wird die Spannung beispielsweise verdoppelt, genügt der halbe Strom. Dünnere Kabel (mit geringerer Leiterquerschnittsfläche) reichen dann aus. Damit kann bei Material, Gewicht, Kühlung, Komplexität und Kosten gespart werden. Auf der anderen Seite lassen sich mit höheren Spannungen höhere Fahr- und Ladeleistungen leichter realisieren, ohne mit ansonsten nur mehr schwer handzuhabenden sehr hohen Strömen konfrontiert zu sein. Indem Akkumulator-Zellen oder Batteriemodule nicht parallel, sondern in Reihe geschaltet werden, lässt sich die Spannung der Antriebsbatterie sehr einfach erhöhen.

### 400 V
In der Tesla Roadster (2008) Antriebsbatterie wurden 6831 Zellen handelsüblicher Lithium-Ionen-Zellen der Größe 18650, die auch für Notebooks verwendet wurden, zu jeweils 69 parallel und 99-mal in Serie hintereinander verschaltet. Aus 3,6 Volt Nennspannung einer Einzelzelle resultiert knapp 360 V Akkunennspannung, und bei 4,1 V Ladeschlussspannung wird der Akku gute 400 V maximale Spannung aufweisen. Das liegt in der Größenordnung des in Europa üblichen Dreiphasenwechselstrom. Abgesehen vom Mitsubishi i-MiEV von 2009, der sich mit 88 Zellen in Serie begnügt, hatten und haben spätere E-Autos wie der Nissan Leaf (2010, 96) und der Smart Electric Drive (2012, 93) fast immer zwischen 90 und 100 Zellen in Serie. So wurden bei Elektroautos für den elektrischen Antriebsstrang 400-Volt-Systeme vorherrschend.

### 800 V
Bislang wird die 800-V-Architektur in PKWs noch nicht so häufig eingesetzt. Diese kommt meist bei gehobenen oder sportlichen Fahrzeugen zum Einsatz, aber auch bei manchen Kleinwagen. Auch die Formel E setzt auf ein 900-V-System.

#### Beispiele mit 800 V Technik
- Audi e-tron GT
- Audi Q6 e-tron
- Audi Q6 Sportback e-tron
- Audi A6 e-tron
- Audi A6 Sportback e-tron
- BMW iX3 (Neue Klasse ab 2025)
- BYD Dolphin.[8]
- BYD Han
- BYD Seal
- BYD Tang
- Genesis GV60
- Genesis Electrified GV70
- Genesis Electrified G80
- Hyundai Ioniq 5
- Hyundai Ioniq 6
- Hyundai Ioniq 9
- Kia EV6
- Kia EV9
- Lucid Air
- Mercedes CLA mit EQ Technologie (ab Q3 2025)
- Porsche Taycan
- Porsche Macan
- Porsche Taycan Cross Turismo
- Tesla Cybertruck
- Volvo ES90
- Volvo EX90 (ab MJ25/26)
- Xpeng G6
- Xpeng G9
- Xpeng p7+ (ab Mitte 2025)
- Zeekr 007
- Zeekr Mix (ab Mitte 2025)

#### Planung
VW und Mercedes planen in Zukunft 800-V-Technik zu verwenden. Ebenfalls möchten viele chinesische Hersteller vermehrt die 800-V-Technik einsetzen.

#### Vorteile gegenüber 400 V Technik
- Schnelleres Laden mit Gleichstrom
- Höhere Leistung beim Fahren. So wie die Akkus schneller geladen werden können, können diese auch wieder schneller entladen werden.
- Weniger Gewicht. Wegen der höheren Spannung müssen weniger Kupferkabel verlegt werden.
- Mehr Platz. Da wegen der höheren Spannungen weniger Kupferkabel verlegt werden müssen, spart dies auch Platz im Auto.[9]

#### Nachteile gegenüber 400 V Technik
- Die Entwicklungs- und Produktionskosten sind deutlich höher.[9]

### 1000 V
Der europäische Ladestandard für Elektroautos CCS 2.0 ist bis auf 1 kV und 500 A, d. h. 500 kW ausgelegt. Der Ladestandard für Elektrolastkraftwagen Megawatt Charging System (MCS) ist bis 1,25 kV und 3 kA, d. h. 3,75 MW ausgelegt.
BYD hat im März 2025 die beiden Auto-Modelle BYD Han L und BYD Tang L mit 1000-V-Ladetechnik vorgestellt. Die Ladeleistung beträgt 1 MW. Das war bis dahin nur für LKWs bekannt (siehe Megawatt Charging System). Die Laderate beträgt 10 C, d. h. die Autos können in etwa sechs Minuten aufgeladen werden. Die dazu passenden Ladesäulen haben eine Ladeleistung von 1,36 MW. Der Ladestrom wird über zwei Ladekabel übertragen, da sonst die Kühlung zu schwierig wird. Wenn nur ein Ladekabel eingesteckt ist, beträgt die Ladeleistung 800 kW. Der Lithium-Eisenphosphat-Akku hat eine relativ kleine Kapazität von 83 kWh, was für eine Reichweite von etwa 600 km genügt. Als Ausgleich statt einem großen Akku soll das sehr schnelle Laden dienen. Mit einem solchen Elektroauto dauert das Aufladen etwa nur noch so lange wie das Volltanken von einem Auto mit Verbrennungsmotor.
Seit Dezember 2024 installiert Tesla bei seinen Superchargern das V4 Supercharger Cabinet. Das ist eine Art Schaltschrank. Das neue V4 Supercharger Cabinet versorgt acht Ladepunkte gleichzeitig. Damit können die V4 Ladesäulen für Autos bis zu 500 kW Ladeleistung erbringen und für den Tesla Semi bis zu 1,2 MW. Auf den V4 Supercharger Ladesäulen sind 1 kV und eine maximale Stromstärke von 615 A vermerkt. Das entspricht einer Ladeleistung von 615 kW pro Ladesäule. Seit Anfang 2023 verbaut Tesla die V4 Ladesäulen an seinen Superchargern. Die V4 Ladesäulen stellen nunmehr die 400 V, die 800 V und die 1 kV Technik bereit. (siehe auch Tesla Supercharger und Megawatt Charging System)
Die von Nio entwickelte NT-3.0-Plattform arbeitet mit 925 V. Die Technik wird mit Stand März 2025 im Nio ET9 verbaut. Die Ladeleistung beträgt 600 kW.